# 아달베로
아달베로(Adalbero, ? - 491년) 또는 아달베르토(Adalberto)는 프랑크 왕국 초기의 왕족으로, 프랑크 족의 초기 지도자였다. 살리 프랑크족의 왕 파라몬드와 시감브리안 프랑크 족의 왕 게노보드의 딸 아르고타의 아들이며 클로디온의 형제였다. 메로베우스 1세와 클로드보의 숙부가 된다.
베스트팔렌(Westphalia) 출신이다. 프랑크 왕국 건국 후 모셀 공작(Duke of MOSELLE)을 지냈다.

## 가족 관계
- 할아버지 : 말코메르 5세
- 할머니 : 프로트문다
- 아버지 : 파라문두스
- 어머니 : 아르고타
  - 형 : 클로디오 5세
    - 조카 : 메로베우스 1세
    - 조카 : 클로드보

## 같이 보기
- 파라문두스
- 아르고타
- 클로디오 5세
- 메로베치
- 클로드보